# Blade (jeu vidéo, 2000)
Pour les articles homonymes, voir Blade.
Blade est un jeu vidéo d'action développé par HammerHead et édité par Activision, sorti en 2000 sur PlayStation et Game Boy Color.
Il est basé sur le film du même nom de 1998.

## Accueil
- AllGame : 3/5 (PS)[1] - 2/5 (GBC)[2]
- Joypad : 3/10 (PS)[3]